# Pseudegestula brookesi
Pseudegestula brookesi är en snäckart som först beskrevs av Dell 1954.  Pseudegestula brookesi ingår i släktet Pseudegestula och familjen Charopidae. Inga underarter finns listade i Catalogue of Life.